# Carlos Fernández Bielsa
Carlos Fernández Bielsa (Valencia, 25 de septiembre de 1981) es un político español socialista valenciano, vocal de la Federación Española de Municipios y Provincias desde 2023. Además es alcalde del municipio de Mislata (Valencia) desde 2011, y Secretario General del PSPV-PSOE en la Provincia de Valencia desde 2022.

## Trayectoria profesional y política
Licenciado en Administración y Dirección de Empresas por la Universidad Jaume I de Castellón de la que llega a ser Presidente del Consejo de Alumnos de la propia Universidad en 2002, a través de la asociación estudiantil afín al PSPV-PSOE, Campus Jove. Trabajó como asesor en Mediterranean Shipping Company Valencia, antes de orientar su carrera hacia la política.
Con 29 años accede a la alcaldía de Mislata, municipio valenciano de más de 43.000 habitantes, tras ganar las elecciones municipales de 2011 por mayoría absoluta con el 44,36% de los votos emitidos, frente al que había sido alcalde del municipio durante los últimos 10 años por el Partido Popular, Manuel Corredera Sanchis. El PSPV-PSOE obtiene así 11 concejales, el PP 9 y Esquerra Unida del País Valencià 1.
Vuelve a presentarse en 2015 (24 de mayo de 2015) y revalida el mandato con el 57,22% de los votos. En esta ocasión, el PSPV-PSOE obtiene 14 concejales, PP obtiene 5 concejales y Compromís y Ciudadanos-Partido de la Ciudadanía 1 concejal respectivamente. Ese mismo año (23 de septiembre de 2015) es elegido Presidente de la Mancomunidad Intermunicipal de L'Horta Sud, una entidad supramunicipal que aglutina a 20 municipios y representa a casi medio millón de habitantes. 
En las elecciones municipales de 2019 el PSPV-PSOE de Mislata vuelve a ganar las elecciones con el 62,63% de los votos, convirtiéndose de nuevo en Alcalde de Mislata por 4 años más. El  PSPV-PSOE de Mislata obtiene 15 concejales, PP obtiene 3 concejales y Compromís, Ciudadanos-Partido de la Ciudadanía y Vox 1 concejal cada uno.
Ese mismo año, el 10 de julio, Bielsa toma posesión en sesión plenaria de su cargo como diputado provincial de la Diputación de Valencia por el partido judicial de Valencia, siendo designado Vicepresidente tercero y responsable del Área de Cooperación Municipal, Coordinación Institucional y Cohesión Territorial.
A nivel de su propio partido, el PSPV-PSOE, el 28 de julio de 2017 Ximo Puig, secretario general del PSPV-PSOE y Presidente de la Generalidad Valenciana, lo elige miembro de su Comisión Ejecutiva, siendo nombrado Secretario de Relaciones Institucionales y Acción Territorial. Además, desde el XXXIX Congreso Federal del Partido Socialista Obrero Español (PSOE), que se llevó a cabo los días 16, 17 y 18 de junio de 2017, es elegido para formar parte del Comité Federal del Partido Socialista Obrero Español.
El 16 de enero de 2022, Bielsa gana las primarias del PSPV-PSOE en la Provincia de Valencia en las que desbanca a la entonces Secretaria General, Mercedes Caballero, cosechando una apabullante victoria al arrasar con alrededor del 80% de los votos. El domingo 6 de febrero de 2022, en el IV Congreso Provincial del PSPV-PSOE celebrado en Valencia, es ratificado como nuevo Secretario General de los socialistas en la provincia, logrando su Ejecutiva el respaldo del 97% de los delegados.
Durante su mandato como Secretario General provincial, el PSPV-PSOE bate el récord de candidaturas a las Elecciones municipales de España de 2023 presentadas en la Provincia de Valencia, alcanzando el 98,9% de su censo.
En las elecciones municipales de 2023, Bielsa vuelve a ganar, revalidando la alcaldía de Mislata por otros 4 años, después de cosechar el 61,72% de los votos, convirtiéndose así en el Alcalde socialista más votado de España. En estas elecciones, el PSPV-PSOE de Mislata obtiene 14 concejales, el PP obtiene 4 concejales, Vox obtiene 2 concejales y Compromís obtiene 1. Además, ese mismo año es nombrado Portavoz del Grupo Socialista en la Diputación Provincial de Valencia, así como vocal en la junta de la Federación Española de Municipios y Provincias.
De cara al Congreso Nacional Extraordinario del PSPV-PSOE de 2024, Bielsa manifestó su intención de presentarse a la Secretaría General del partido. Sin embargo, tras llegar a un acuerdo de integración, apoyó la candidatura única de Diana Morant a la Secretaría General del PSPV-PSOE, pasando Bielsa a ser nombrado Vicesecretario General en la cita congresual celebrada el 24 de marzo.
En febrero de 2025, durante el Congreso Nacional Ordinario del PSPV-PSOE, rechazó continuar como Vicesecretario General con el objetivo de centrarse en reforzar su labor como Secretario General en la Provincia de Valencia. En este sentido, el 2 de marzo de 2025, Bielsa gana las primarias del PSPV-PSOE frente al candidato impulsado por el aparato del partido, Robert Raga, con el 50,15% de los votos, resultando reelegido como Secretario General provincial.